# Dysmathia costalis
Dysmathia costalis är en fjärilsart som beskrevs av Bates 1868. Dysmathia costalis ingår i släktet Dysmathia och familjen Riodinidae. Inga underarter finns listade i Catalogue of Life.